# ألان أليوت
ألان أليوت (بالإنجليزية: Allan Elliot) هو عداء سريع نيوزلندي، ولد في 1 فبراير 1906 في ثمز ‏ في نيوزيلندا، وتوفي في 5 يناير 1973 في أوكلاند في نيوزيلندا.

## وصلات خارجية
- ألان أليوت على موقع أوليمبيديا (الإنجليزية)
- ألان أليوت على موقع اللجنة الأولمبية النيوزيلندية (الإنجليزية)